# Borgo San Siro
Borgo San Siro ist eine norditalienische Gemeinde (comune) mit 958 Einwohnern (Stand 31. Dezember 2023) in der Provinz Pavia in der Lombardei. Die Gemeinde liegt etwa 19 Kilometer westnordwestlich von Pavia westlich des Ticino in der Lomellina im Parco naturale lombardo della Valle del Ticino.

## Geschichte
Ende des 10. Jahrhunderts wird die Gegend um den Ort Eigentum des Santissimo Salvatore Klosters in Pavia. 1250 wird der Ort als Burgum S. Syri erwähnt.

## Weblinks

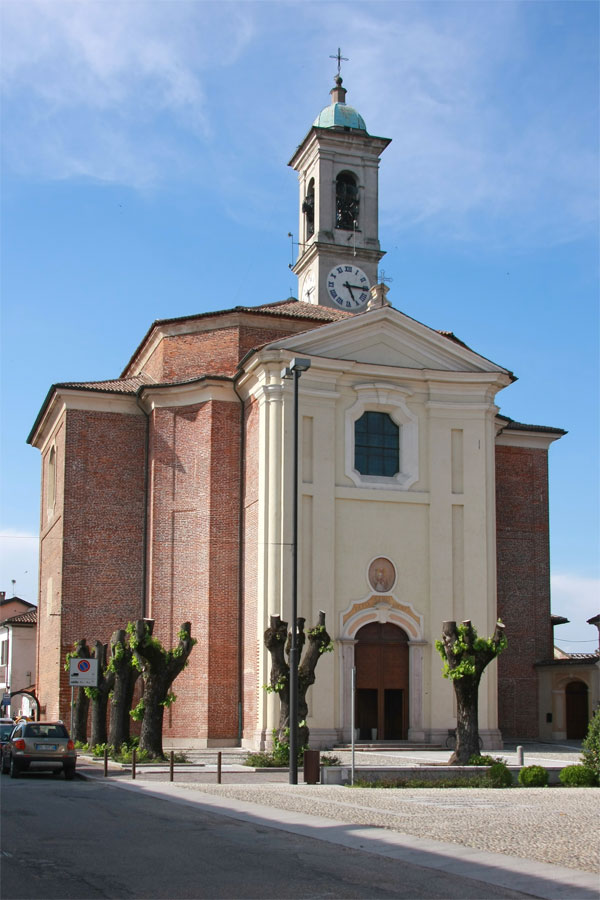
Pfarrkirche